# باتريسو تورانزو
باتريسو تورانزو (بالإسبانية: Patricio Toranzo)‏ (19 مارس 1982 ببوينس آيرس في الأرجنتين - ) هو لاعب كرة قدم أرجنتيني في مركز الوسط. شارك مع منتخب الأرجنتين لكرة القدم. أما مع النوادي، فقد لعب مع أتليتيكو رافائيلا وريفر بليت وشانغهاي غرينلاند شينهوا وكيلمس ونادي راسينغ وهوراكان ونادي أتليتكو للبنين ‏.

## وصلات خارجية
- باتريسو تورانزو على موقع قاعدة بيانات كرة القدم.إي يو (الإنجليزية)
- باتريسو تورانزو على موقع ناشيونال فوتبول تيمز (الإنجليزية)
- باتريسو تورانزو على موقع Soccerway.com (الإنجليزية)
- باتريسو تورانزو على موقع AS.com (الإسبانية)